# Apanteles tulis
Apanteles tulis är en stekelart som beskrevs av Nixon 1965. Apanteles tulis ingår i släktet Apanteles och familjen bracksteklar. Inga underarter finns listade i Catalogue of Life.